# Цицимис, Димитриос
Дими́триос Цици́мис (греч. Δημήτριος Τσιτσίμης), македономах, то есть борец за воссоединение Македонии с Грецией.

## Биография
Димитриос Цицимис родился в конце XIX века в городе Струмица.
По профессии был торговцем табака, но оставил торговлю и посвятил себя Борьбе за Македонию. Цицимис организовал свой партизанский отряд и действовал против турок и болгар в регионах Струмица, Гевгелия, Килкис и Дойранское озеро.
Преследовался как турками, так и болгарами, но избежал пленения.
В Первую и Вторую Балканские войны воевал добровольцем в греческой армии. 
По окончании Второй Балканской и Первой Мировой войн, вместе с большинством греческого населения покинул Струмицу, которая осталась по сербскую сторону границы и поселился в городе Килкис. 
Цицимис стал первым мэром свободного греческого Килкис. Цицимис был одним из основателей скаутского движения в регионе. За свою военную деятельность получил множество наград. Его военная экипировка и оружие выставлены в Музее Македонской борьбы в северной столице Греции, городе Фессалоники.